# Adenoncos celebica
Adenoncos celebica är en orkidéart som beskrevs av Rudolf Schlechter. Adenoncos celebica ingår i släktet Adenoncos och familjen orkidéer. Inga underarter finns listade i Catalogue of Life.